# Kayabwe
Kayabwe est une ville située dans le district de Mpigi, en Ouganda. La ville est située de part et d'autre de l'Équateur.

## Source
- (en) Cet article est partiellement ou en totalité issu de l’article de Wikipédia en anglais intitulé « Kayabwe » (voir la liste des auteurs).